# توماس جکسون
توماس جکسون (انگلیسی: Thomas Jackson؛ ‏ ۴ ژوئیهٔ ۱۸۸۶ – ۷ سپتامبر ۱۹۶۷) بازیگر اهل ایالات متحده آمریکا بود.
از فیلم‌هایی که وی در آن‌ها نقش داشته‌است، می‌توان به بلاگردان، برای اثبات بی‌گناهی، سزار کوچک، نغمه‌های شهر بزرگ، ملودرام منهتن، کارناوال، آوای وحش، جرم بین‌المللی، بانویی پشت پنجره، نقاب شیطان و احمق آمریکایی خوش‌تیپ اشاره نمود.